# State Street Corporation
State Street Corporation ou State Street est une entreprise financière américaine spécialisée dans la gestion d'actifs, dont le siège social est situé à Boston, dans l'État du Massachusetts, aux États-Unis.

## Histoire
L'histoire de l'entreprise remonte à 1792 sous la forme de l'Union Bank. State Street Deposit & Trust Co a ouvert ses portes en 1891. Elle est devenue le dépositaire du premier fonds commun de placement américain en 1924, le Massachusetts Investors Trust devenu le MFS Investment Management.
En juillet 2018, State Street annonce l'acquisition du fonds d'investissement Charles River pour 2,6 milliards de dollars.
En septembre 2021, State Street annonce l'acquisition de certaines activités de Brown Brothers Harriman pour 3,5 milliards de dollars.